# 189 км (Улытауская область)
Разъезд 189 км (каз. рзд.189 км) — разъезд в Жанааркинском районе Улытауской области Казахстана. Входит в состав Ералиевского сельского округа. Код КАТО — 354453600.

## Население
В 1999 году население разъезда составляло 257 человек (133 мужчины и 124 женщины). По данным переписи 2009 года, в разъезде проживали 243 человека (114 мужчин и 129 женщин).